# 饒世纓
饒世纓（？—？），中國清朝官員，江西廣昌人、同進士出身。
光緒三年（1878年）丁丑科進士，光绪三年五月，經吏部掣簽，授即用知縣。光緒五年閏三月十一日（1879年4月2日）代理臺灣鳳山縣知縣。光緒六年十月二十一日（1880年11月23日）卸任。